# Wolseley 35/40
La 35/40 è un'autovettura di grandi dimensioni prodotta dalla Wolseley nel 1912.
Il modello aveva installato un motore in linea a quattro cilindri e valvole laterali da 5.981 cm³ di cilindrata, che erogava una potenza di 40 CV. Il peso del telaio era di 1.168 kg.
Erano offerti tre tipi di carrozzeria, torpedo quattro posti, berlina quattro porte e landaulet quattro porte.